# Akademie für Betriebswirtschaft und Welthandelssprachen
Die ehemalige ABW – Akademie für Betriebswirtschaft und Welthandelssprachen Gesellschaft für berufliche Aus- und Weiterbildung  mbH wurde 1956 in Mannheim und 1957 in Stuttgart unter dem Namen Institut für rationelle Büroarbeit und Welthandelssprachen als private Bildungseinrichtung gegründet und war später hauptsächlich betriebswirtschaftlich und fremdsprachlich ausgerichtet.
Die Akademie war 1956 Gründungsmitglied des Bundesverbandes Sekretariat und Büromanagement bSb, Sitz Berlin und 1964 der internationalen Organisation ESA – European Schools for Higher Education in Administration and Management, Sitz Wien.
Die ersten internationalen Abschlusszeugnisse der ESA zur Europa-Sekretärin ESA wurden 1965 an der Akademie ABW in Mannheim vergeben.
Die Akademie gehörte zu den ersten Akademien in Deutschland, die mit britischen Partneruniversitäten kooperierten, um ihren Absolventen ein verkürztes Aufbaustudium zur Erlangung eines englischen Bachelor-Degrees zu ermöglichen.
2004 wurden an der Akademie ABW in Mannheim und Stuttgart, als einzigen Standorten in Deutschland, durch die Northumbria University in Newcastle upon Tyne der Aufbaustudiengang zum „Bachelor in International Business Management“ etabliert und in die dreijährigen Studiengänge der Akademie ABW integriert. Diese Kooperation existiert jedoch seit 2007 nicht mehr.
Aus der ABW ging später die Euroakademie Stuttgart hervor, welche Mitglied der Euro-Schulen-Organisation war, sowie die Akademie für Internationales Management AIM.

## Zugangsvoraussetzung
Die Zugangsvoraussetzung für die Aufnahme in die privaten Bildungsgänge war im Vollzeitunterricht das Abitur oder die Fachhochschulreife und in der kaufmännischen Weiterbildung im berufsbegleitenden Teilzeitunterricht ein mittlerer Bildungsabschluss.

## Bildungsgänge

### Vollzeitbildungsgänge
Vollzeitbildungsgänge mit der Zugangsvoraussetzung Abitur oder Fachhochschulreife:
- Dauer 3 Jahre
  - International Business Manager ABW mit den Schwerpunkten Touristik oder Marketing oder Asienmanagement
  - Event- und Veranstaltungsmanager ABW
  - Internationaler Betriebswirt AIM

- Dauer 3 Jahre
  - Europa-Sekretärin ESA
  - Touristik-Managementassistent ABW
  - Marketing-Managementassistent ABW
  - Internationale Managementassistent ABW

### Teilzeitbildungsgänge
Teilzeitbildungsgänge mit der Zugangsvoraussetzung mittlerem Bildungsabschluss + kaufm. Ausbildung + Berufsjahre im berufsbegleitenden Teilzeitunterricht:
- Dauer 1 Jahr
  - Fremdsprachenkorrespondent (Englisch) bSb
  - Managementassistent bSb mit Schwerpunkt Kommunikation
  - Managementassistent bSb mit Schwerpunkt Betriebswirtschaft
  - Betriebswirt bSb
  - Personalreferent bSb

- Dauer 2 Jahre
  - Office Manager ESA
  - ESA – International Advanced Diploma in Office Management